# Shelton, Washington
Shelton är administrativ huvudort i Mason County i delstaten Washington i USA. Orten har fått namn efter bosättaren David Shelton. Vid 2010 års folkräkning hade Shelton 9 834 invånare.

## Kända personer från Shelton
- Karol Kennedy, konståkare